# 八帶巨牙天竺鯛
八帶巨牙天竺鯛（学名：Cheilodipterus octovittatus），又名八帶巨齒天竺鯛，大面側仔、大目側仔，为輻鰭魚綱鈎頭魚目天竺鯛科巨牙天竺鯛屬下的一个种，分布於西印度洋模里西斯海域，生活習性不明。